# Geradeaus gelaufen ist keiner
Geradeaus gelaufen ist keiner ist ein Dokumentarfilm zusammengefügter Porträts verschiedener Schul-Stereotype eines Recklinghäuser Abiturjahrgangs ’88. Es handelt sich um Kristina in der Schmittens Abschlussfilm an der HFF München, der in Koproduktion mit dem Bayerischen Rundfunk und dem Westdeutschen Rundfunk entstand.

## Handlung
Zwanzig Jahre nach ihrem Schulabschluss trifft Regisseurin Kristina in der Schmitten auf fünf ihrer ehemaligen Klassenkameraden, die damals verschiedener nicht hätten sein können. Die „Überfliegerin“, der „Coole“, der „Theater-Star“, der „Klassenbeste“ und die „Stille“ erzählen, wo sie ihr Weg nach der Schule hinführte und wie ihr Alltag heute aussieht und was aus den Träumen von damals wurde. Gemeinsam gingen sie im Ruhrgebiet auf dieselbe Schule, machten zusammen Abitur. Gerade erst 18 Jahre alt hatten sie viele Ideen, was sie in ihrer Zukunft anfangen würden. Nun haben sie alle 20 Jahre dieser Zukunft hinter sich und stellen fest, dass letztendlich doch alles ganz anders kam als geplant. Die Regisseurin stellt am Ende fest: Geradeaus gelaufen ist keiner, alle gingen recht „krumme“ Wege in ihrem Leben, aber jeder ist auch irgendwo angekommen, wo er heute seine Bestimmung gefunden hat.

## Auszeichnungen
Der Film wurde 2010 mit dem Publikumspreis des Blicke – Filmfestival des Ruhrgebiets ausgezeichnet.